# Seth Walker
Seth Walker (ur. 2 września 1972 w Burlington) – amerykański gitarzysta bluesowy. Walker wychowywał się w Północnej Karolinie w otoczeniu artystycznej i umuzykalnionej rodziny. Szlifował swoje umiejętności przez 10 lat w Austin w Teksasie, występując z różnymi wykonawcami bluesa na świecie. Muzyk wystąpił na 28. Rawa Blues Festiwal w Katowicach w 2008 roku.

## Wybrana dyskografia
- On The Outside (2004, Seth Walker)
- Seth Walker (2007, Hyena Records)[3]
- Leap Of Faith  (2009, Hyena Records)
- The Revolution Has to Start Somewhere (2009, Seth Walker)
- Time Can Change (2012, Seth Walker)
- Sky Still Blue (2014)